# Xyris calcicola
Xyris calcicola là một loài thực vật hạt kín trong họ Hoàng đầu. Loài này được E.L.Bridges & Orzell mô tả khoa học đầu tiên năm 2001.